# John Everett Millais
John Everett Millais (8. června 1829, Southampton – 13. srpna 1896, Londýn) byl anglický malíř, představitel hnutí prerafaelitů.

## Život
Narodil se v bohaté rodině. Začal malovat jako čtyřletý. Rodiče (zejména matka) se rozhodli ho maximálně podporovat a v roce 1840 ho představili prezidentovi Královské akademie v Londýně. Ten uznal talent tehdy jedenáctiletého hocha, udělil výjimku a Millais byl přijat na Akademii jako vůbec nejmladší student v její historii.
Millais byl jedním ze zakladatelů bratrstva Prerafaelitů, bratrstvo bylo dokonce založeno v domě jeho rodičů v Kensingtonu. Dosti pevně se zpočátku držel doktríny tohoto uměleckého hnutí. Prvním jeho prerafaelitánským obrazem byl Lorenzo a Isabella (1849) namalovaný na motivy Keatsovy básně. Kritika však obraz nepřijala a ani další Milllaisovy obrazy u ní nedošly dobrého ohlasu. Jeden z nich, Kristus v domě svých rodičů (1850), dokonce vyvolal skandál, který do značné míry rozpoutal Charles Dickens svým plamenným odmítnutím tohoto díla. Nicméně Dickensův článek znamenal pro prerafaelity také velkou reklamu a začalo se o nich hojně diskutovat. Millais byl v těchto diskusích tvrdě napadán. Zatímco v době jeho studií na Akademii byl hvězdou a kritici mu předvídali velkou budoucnost, v první fázi jeho samostatné tvorby ho zavrhli. Vše se zlomilo až roku 1851 díky obrazu Lesníkova dcera. Průlom přišel také za hranicemi, v roce 1855 vystavoval v Paříži a tamní kritika byla nadšena.
Roku 1853 ho pozval kritik John Ruskin, který měl zásadní podíl na Millaisově uznání, na prázdniny do Skotska. Millais zde namaloval známý Ruskinův portrét, avšak také svedl Ruskinovu manželku Effie. Ta manžela nakonec opustila a roku 1855 se za Millaise provdala. Porodila mu osm dětí.
V té době také Millais opustil hnutí prerafaelitů a změnil styl. Nový styl mu přinesl obrovské úspěchy, uznání a majetek (v roce 1885 se mj. stal baronetem, v roce 1896 prezidentem Královské akademie), byť kunsthistorie zpětně oceňuje spíše jeho prerafaelitánskou tvorbu.
Pohřben je v St. Paul’s Cathedral v Londýně.

## Galerie

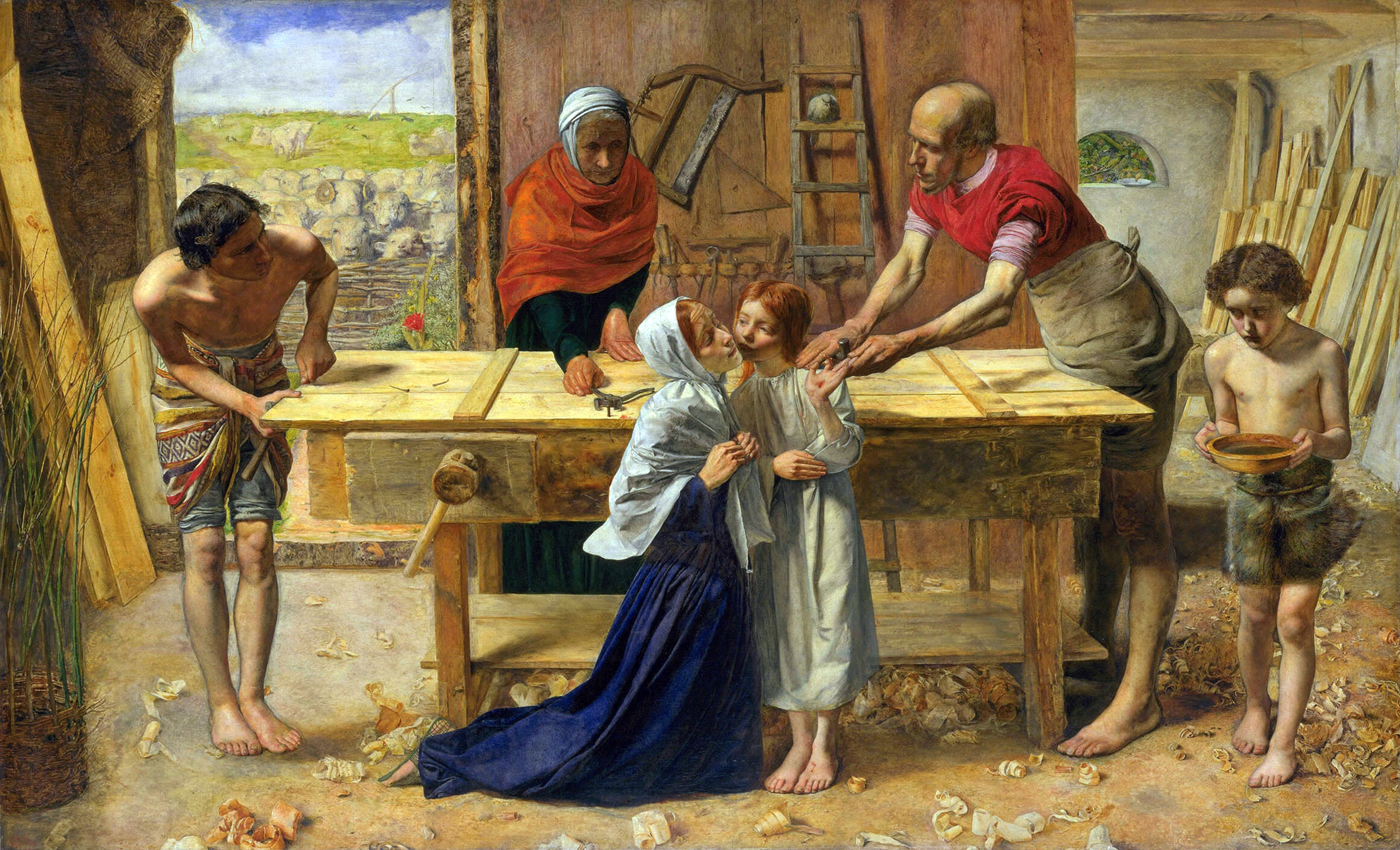
Kristus v domě svých rodičů (1850)
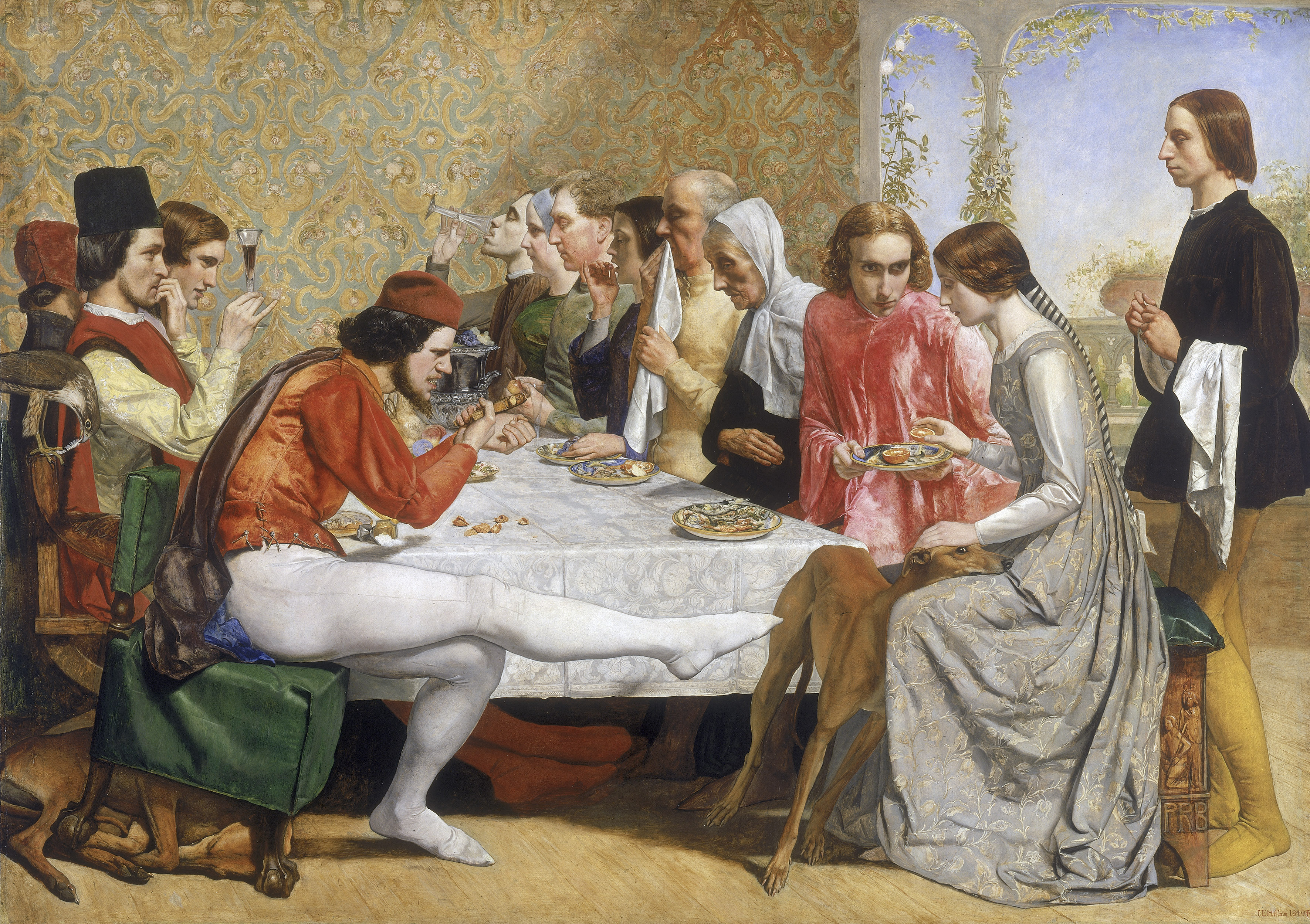
Isabella (1849)
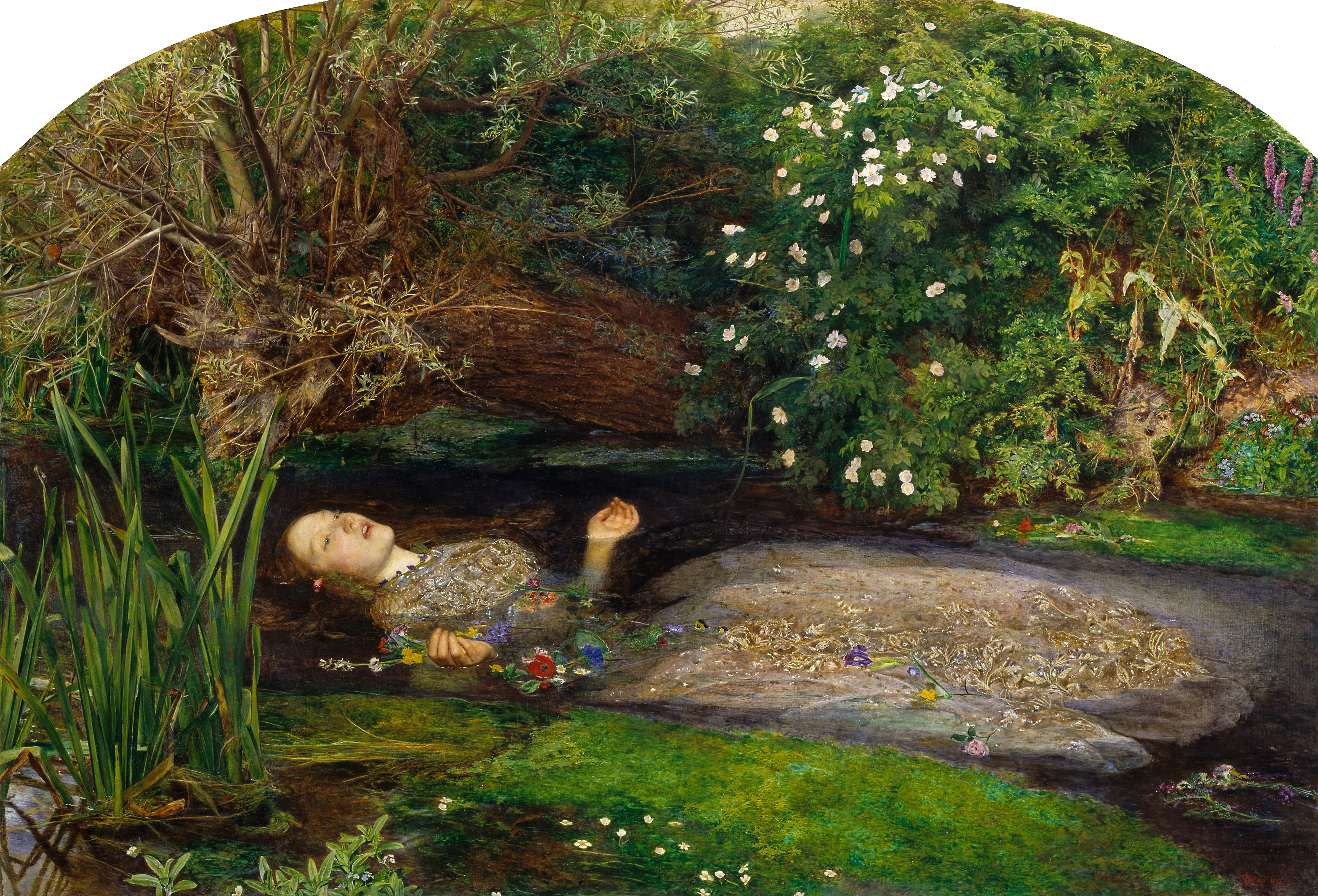
Ofélie (1852), modelem Elizabeth Siddall
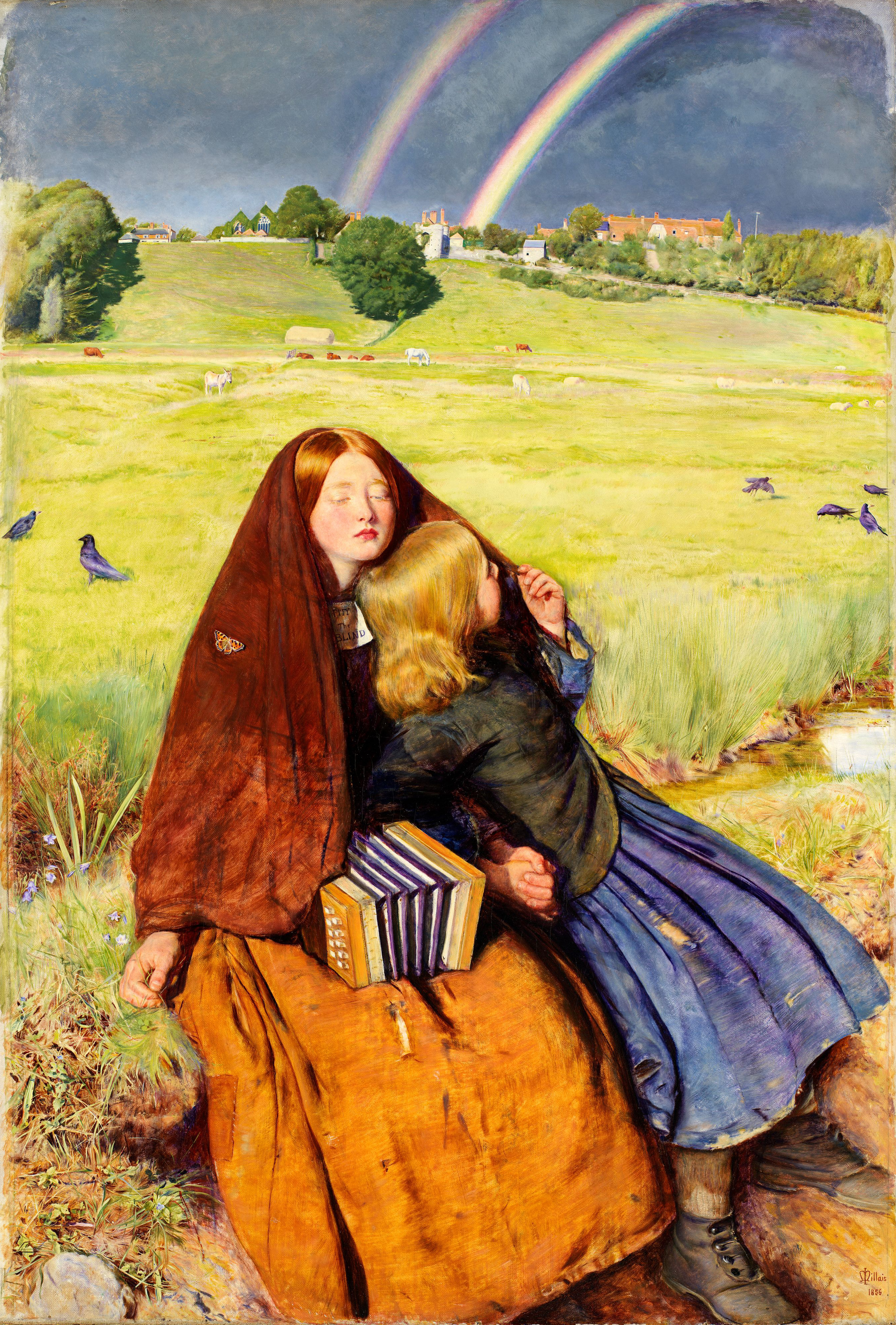
Slepá dívka (1856)
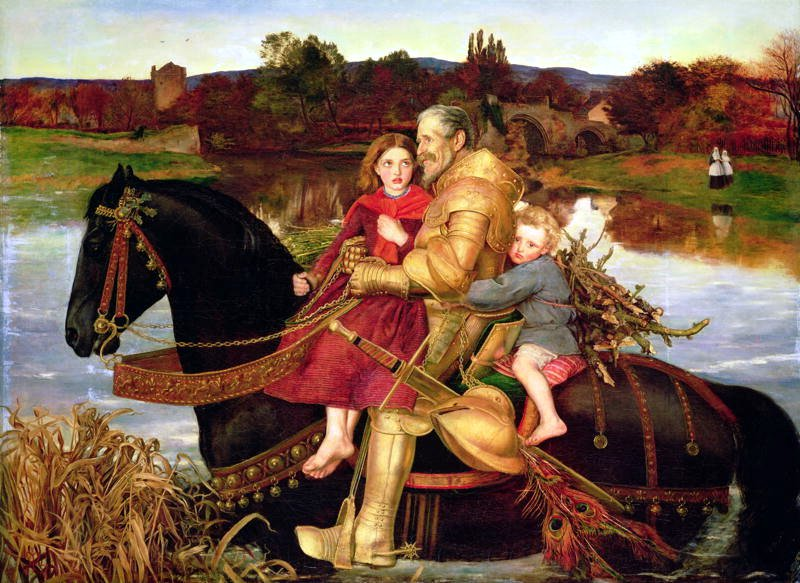
Sir Isumbras u brodu (1857)
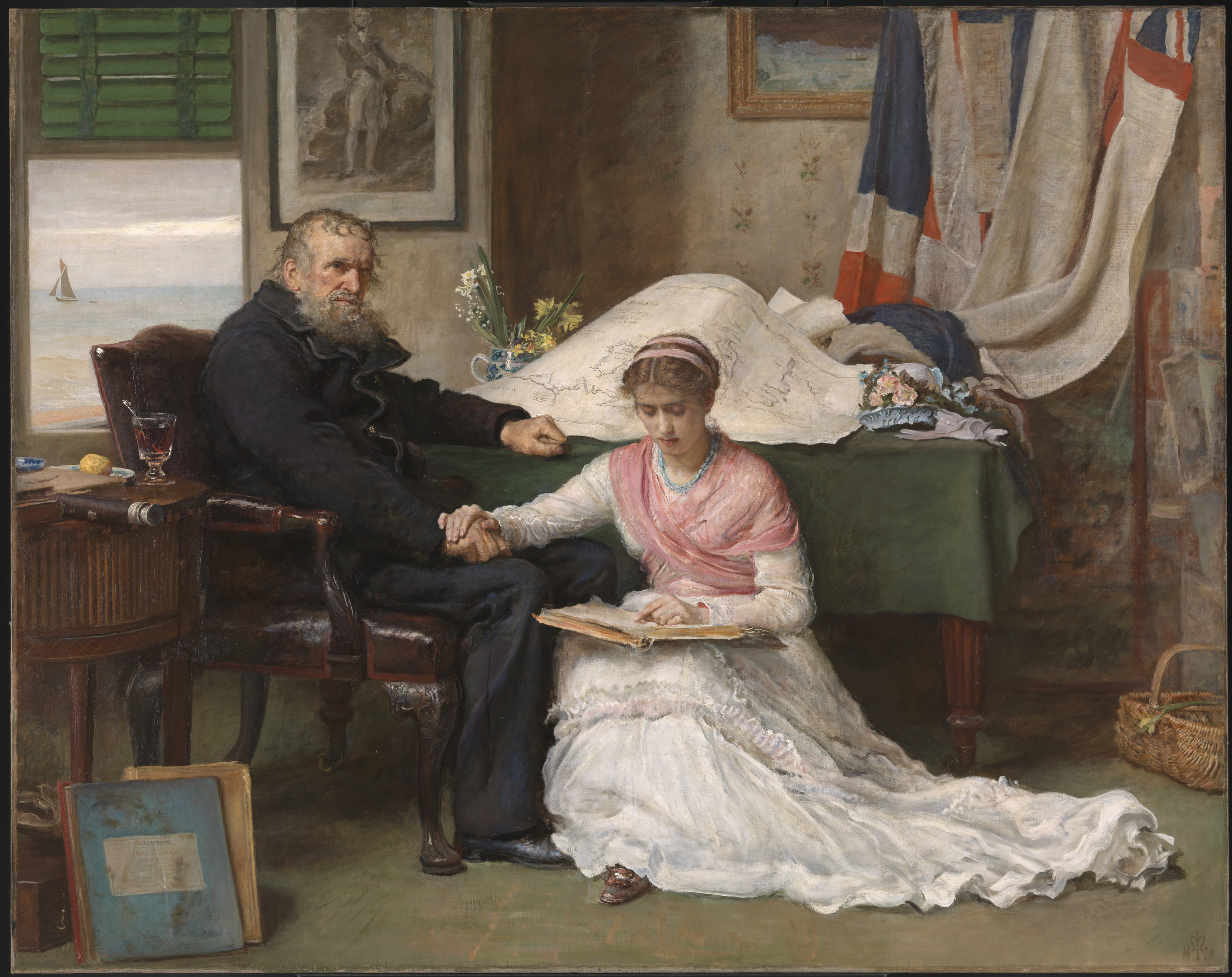
Severozápadní cesta (1878)
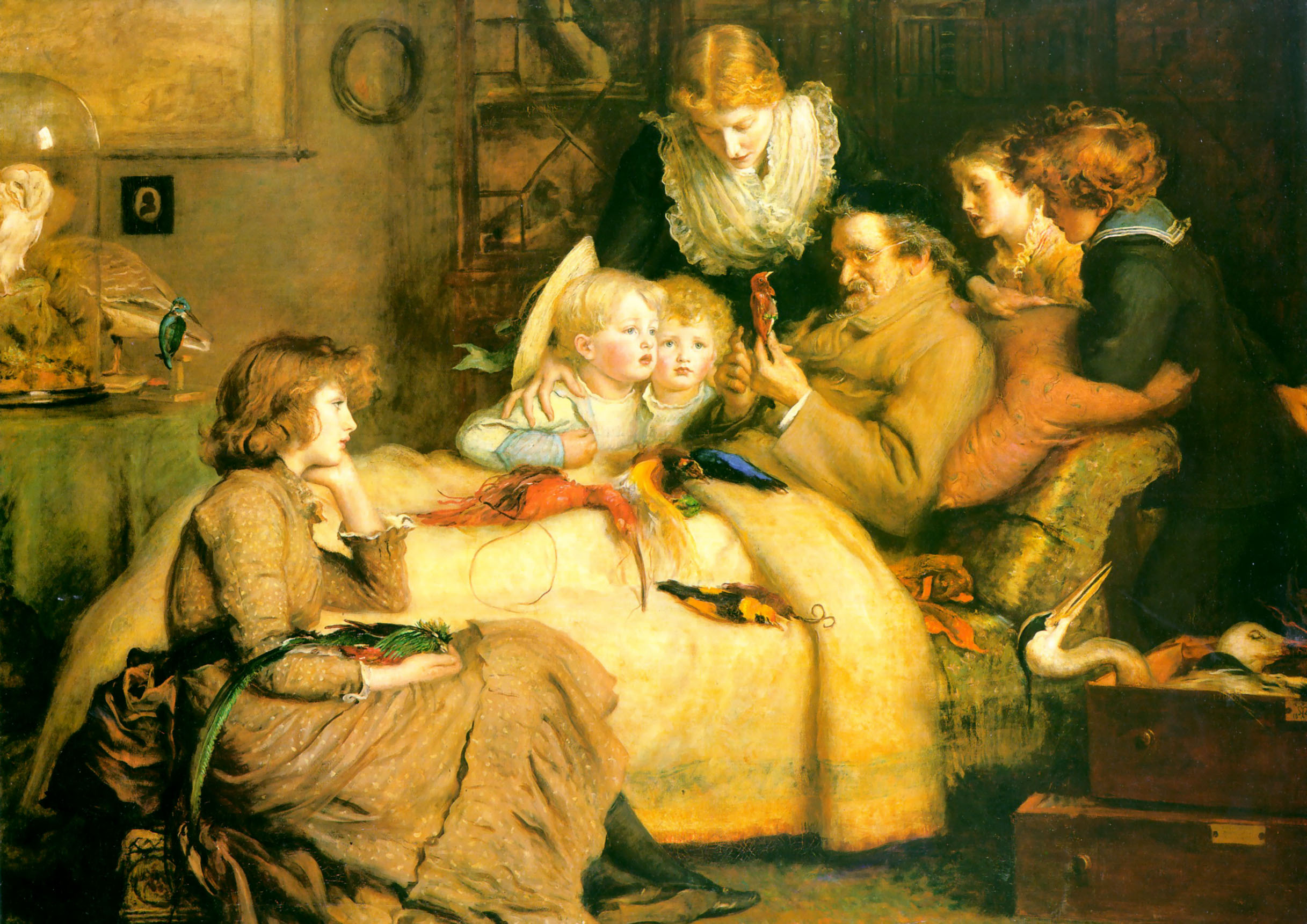
The Ruling Passion (1885)